# アンキサウルス
アンキサウルス (Anchisaurus) は三畳紀に生息していた初期の古竜脚類恐竜。全長は約2.1m。長く柔軟な首とほっそりした胴体と尾が特徴。